# Min (deus)
Min (em egípcio: mnw) é um antigo deus egípcio cujo culto se originou no período pré-dinástico (IV milênio a.C.). Foi representado de diversas formas, mas na maioria das vezes era retratado na forma humana, do sexo masculino, mostrado com um pênis ereto que segura na mão esquerda e o braço direito suspenso, segurando um mangual. Também conhecido como Quem (Khem), era o deus da reprodução; visto como Quenúbis, foi o criador de todas as coisas, "o criador de deuses e homens".

## Etimologia
No século XIX, houve uma suposta transcrição errônea do egípcio relativo a Min asḫm (Khem). Desde que Quem foi adorado mais significativamente em Acmim (Akhmin), a identidade separada de Quem foi reforçada, sendo Acmim entendido simplesmente como uma forma corruptiva (erro) do termo Quem. No entanto, Acmim é uma alegada forma corruptiva de ḫm-mnw, que significa "Brilho de Min", através da forma demótica šmn.[carece de fontes?]

## Origens mitológicas

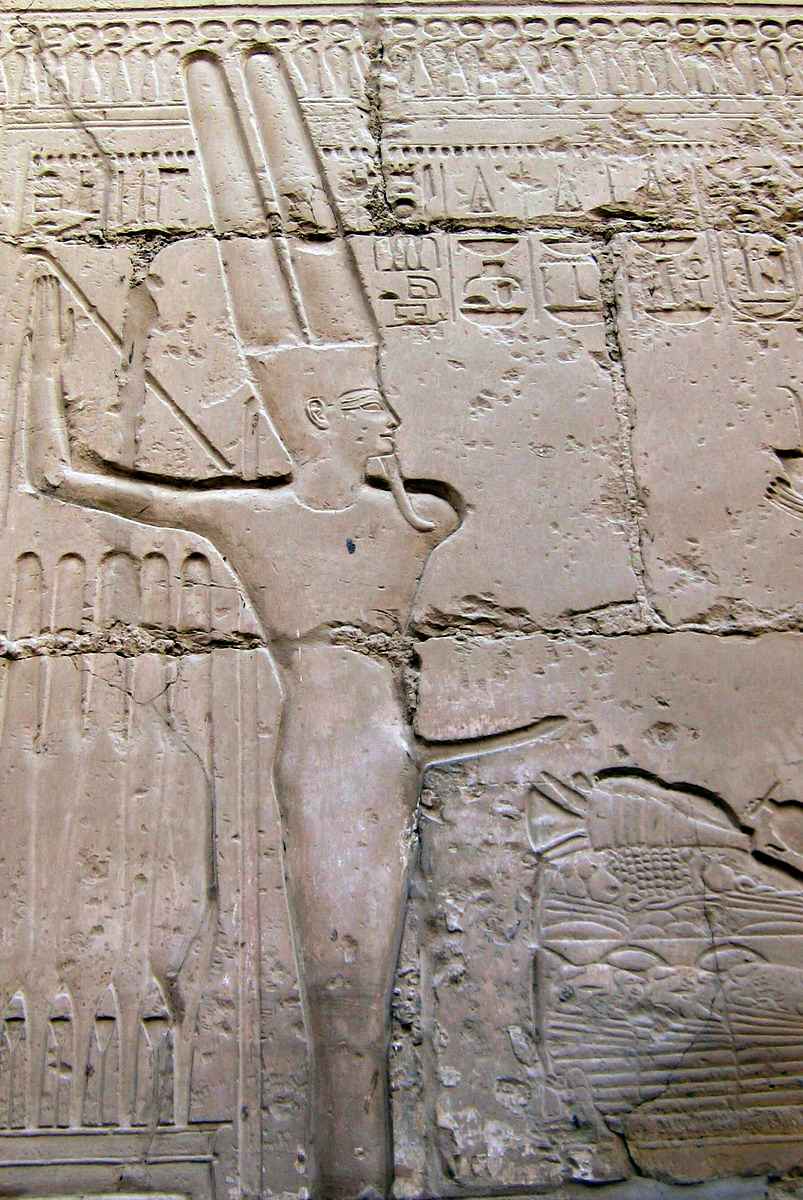
Ele é lindo

O culto a Min começou e foi centrado em torno de Copto e Acmim (Panópolis) do Alto Egito,  onde em sua homenagem grandes festivais foram celebrados comemorando seu “surgimento” com uma procissão pública e rituais envolvendo oferendas.  Outras associações ao deus incluem o deserto oriental e algumas ligações com o deus Hórus. O arqueólogo Flinders Petrie encontrou duas grandes estátuas de Min em Qift que agora estão no Museu Ashmoleano, alguns estudiosos acreditam que tais estátuas sejam do período pré-dinástico. Embora não tenha sido mencionado pelo nome, acredita-se que uma referência escrita nos Textos das Pirâmides "Aquele cujo braço é criado no Oriente" se refere a Min. 

### Formas fundidas
Sua importância cresceu no Reino Médio (2055–1650 a.C.), quando se tornou ainda mais estreitamente ligado a Hórus como a divindade Min-Hórus (uma vez que isso ocorreu muito durante a história do panteão egípcio). Durante o Reino Novo (1550–1069 a.C.), também foi fundido com Amom na forma de Min-Amom, que também era a serpente Irta, um camutefe (o "touro de sua mãe" - também conhecido como pai de sua própria mãe assim como seu filho). Min era tanto uma divindade independente como também um camufete de Ísis (isto é, uma divindade fundida). Um dos muitos locais de culto de Ísis ao longo do vale foi no templo de Min em Copto como sua esposa divina. O santuário de Min foi coroado com um par de chifres de touro. 

## Características
Como a divindade central da fertilidade e possivelmente dos ritos orgiásticos, Min foi assimilado pelos gregos como tendo semelhanças com o deus Pã. Uma das características do culto à Min foram as representações da alface selvagem espinhosa (Lactuca virosa e Lactuca serriola) das quais a versão doméstica Lactuca sativa (a famosa alface) tem qualidades afrodisíacas e opiáceas, produzindo látex quando cortadas, possivelmente interpretado com sêmen pelos egípcios, daí a sua representação. Também tinha conexões com a Núbia. No entanto, seus principais centros de culto permaneceram em Copto e Acmim. 

### Aparência

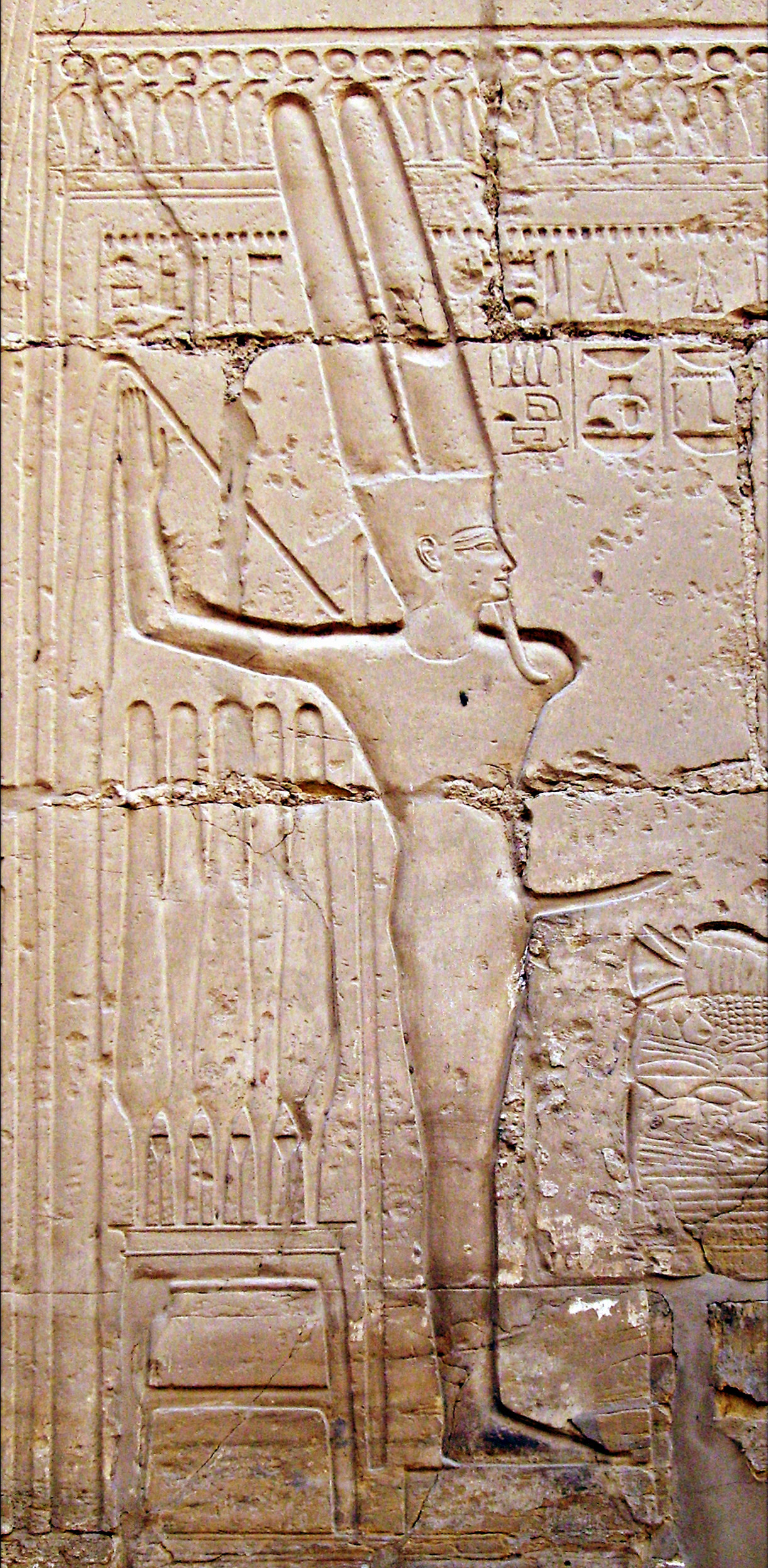
Relevo de Min no Templo de Carnaque

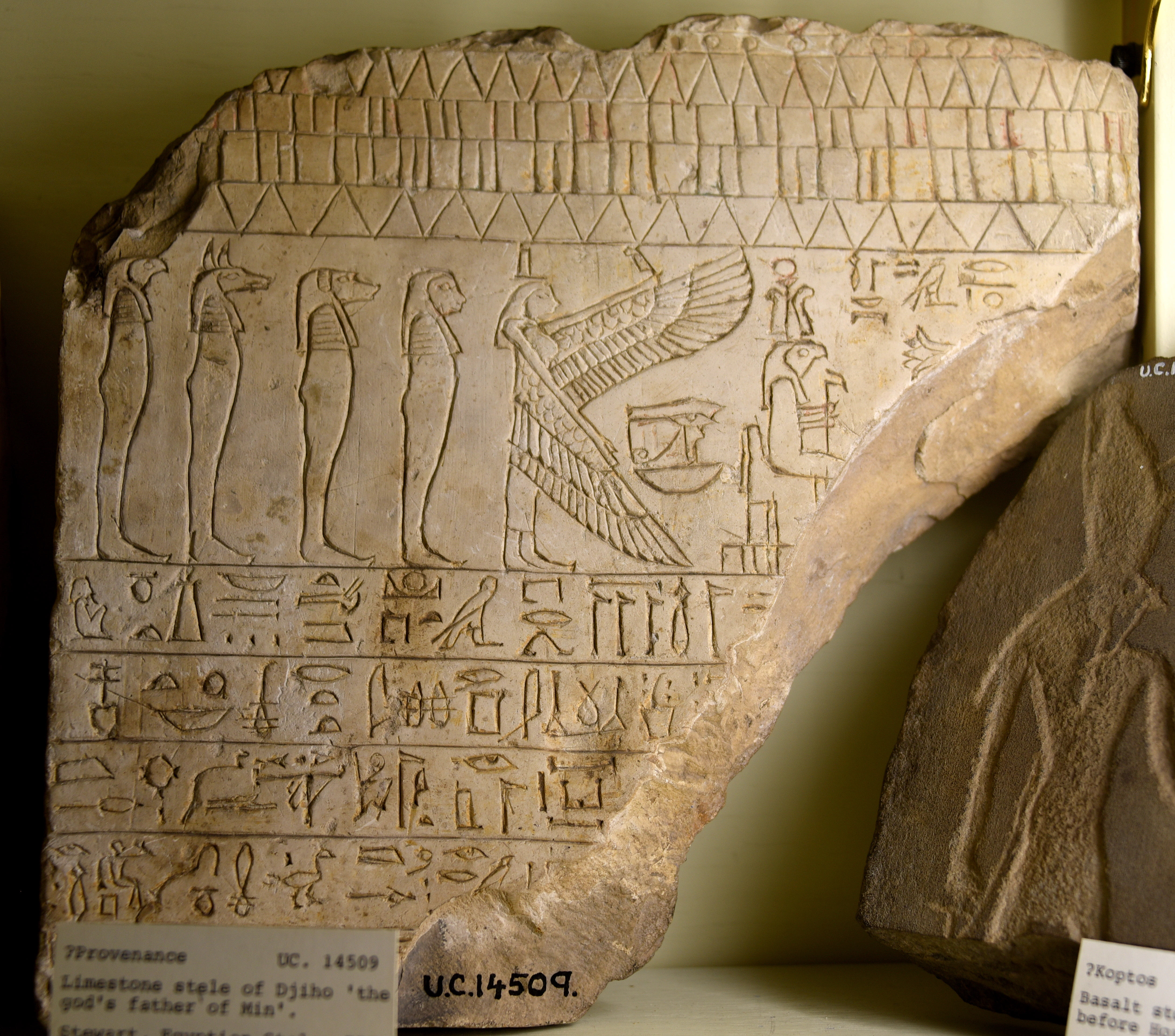
Fragmento de uma estela de pedra calcária de Djiho (Djedher), o Deus Pai de Min. - Ptolemaico, XXVII Dinastia. Do Egito. Museu Petrie de Arqueologia Egípcia, Londres

Na arte egípcia, Min era descrito como uma divindade masculina antropomórfica com um corpo masculino, coberto de mortalhas, usando uma coroa com penas, e muitas vezes segurando seu pênis ereto na mão esquerda e um mangual (representando sua autoridade, ou melhor, a dos faraós) empunhado em sua mão direita, voltada para cima. Em torno de sua testa, Min usa uma fita vermelha que se estende até o chão, interpretada por alguns como uma forma de simbolizar a energia sexual. As pernas são enfaixadas por causa de sua força espiritual, da mesma maneira que Ptá e Osíris.  Um detalhe das representações é que seu falo é circuncidado.

### Fertilidade
Divindades masculinas como veículos para fertilidade e potência aumentaram muito sua prevalência com o estabelecimento da agricultura generalizada. Os homens egípcios trabalhavam na agricultura, fazendo das colheitas abundantes uma ocasião tipicamente masculinizada. Assim, deuses do sexo masculino associados a virilidade, como Osíris e Min foram mais presentes na sociedade egípcia durante este tempo. A fertilidade não estava associada somente às mulheres, mas também aos homens, aumentando ainda mais o papel do homem no parto e criação dos filhos. Como um deus que simbolizava a potência sexual masculina, Min foi homenageado durante os vários rituais de coroação de faraós do Reino Novo, onde se esperava que o faraó semeasse sua semente (o que tem sido geralmente pensado como sementes de plantas, embora tenha havido sugestões de que se esperava que o faraó demonstrasse uma ejaculação) para garantir a inundação anual do Nilo. No início das safras, a imagem de Min era tirada do templo e trazida para os campos para o Festival de Despedida de Min, parte do Festival de Min, onde os egípcios abençoavam a colheita e jogavam jogos nus em honra do deus, sendo os mais importante destes jogos a escalada de uma enorme tenda. Este festival de quatro dias é evidente a partir da lista de grandes festivais encontrada no templo de Ramessés III em Medinet Habu.

### Culto e Legado
O culto e a adoração no período pré-dinástico em torno de um deus da fertilidade foram influenciadas pelo fetiche da belemnite fossilizada. Símbolos posteriores amplamente utilizados em cultos foram o touro branco, uma flecha farpada e uma cama de alfaces, que os egípcios acreditavam ser um afrodisíaco. A alface egípcia era alta, reta e liberava uma seiva parecida com leite quando esfregada, características superficialmente semelhantes ao pênis. A alface foi sacrificialmente oferecida ao deus, depois comida pelos homens em um esforço para estimular o libido. Os faraós posteriores ofereceriam os primeiros frutos da colheita ao deus para garantir a colheita abundante, com registros das ofertas dos primeiros talos de brotos de trigo oferecidos no Reino Ptolemaico (332–30 a.C.).
Mesmo algumas deusas da guerra foram descritas com o corpo de Min (incluindo o falo), e estas também levaram algumas representações ostensivamente de Min, mas com a cabeça de uma leoa.[carece de fontes?] Os civis que não podiam praticar formalmente o culto ao deus prestaram homenagem de outras formas, uma vez que esterilidade era uma condição desfavorável e vista com tristeza. Estatuetas de concubinas ou itifálicas e falos de ex-voto foram colocados nas entradas das casas de Deir el-Medina para honrar o deus Min na esperança de curar deficiências relacionadas. As mulheres egípcias tocariam o pênis das estátuas de Min na esperança de gravidez, uma prática que continua até hoje. 

## Família
Em "Hino a Min" é dito: 
"Min, senhor das procissões, deus das altas plumas, filho de Osíris e Ísis, Venerado em Ipu... "
As esposas de Min eram Iabete e Repite. 